# Flouze (roman)
Flouze (Bread dans l'édition originale américaine) est un roman policier américain de Ed McBain, nom de plume de Salvatore Lombino, publié en 1974. C’est le vingt-neuvième roman de la série policière du 87e District.

## Résumé
Au cœur de l'été, la chaleur accablante d'une longue canicule échauffent les esprits et les instincts. Au commissariat du 87e District, un homme se présente pour exiger une enquête sur l'incendie qui a détruit son entrepôt et les 500 000 $ de petits animaux en bois sculptés qu'il abritait. Il insiste sur le fait qu'il doit régler immédiatement la réclamation des assurances pour pouvoir payer le prochain envoi d'animaux déjà en route depuis l'Allemagne.
Or, sous cette demande légitime, il y a plus qu'une enquête de routine, car les flics du 87e District mettent au jour un réseau de prostitution, un trafic international de stupéfiants et la planification concertée d'incendies criminels.

## Particularité du roman
Flouze voit apparaître pour la première fois le personnage de Fat Ollie Weeks dans l'équipe du 87e District.

## Éditions
Édition originale en anglais
- (en) Ed McBain, Bread, New York, Random House, 1974

Éditions françaises
- (fr) Ed McBain (auteur) et Simone Hilling (traducteur) (trad. de l'anglais), Flouze [« Bread »], Paris, Gallimard, coll. « Super noire no 25 », 1975, 242 p. (ISBN 2-07-046025-8, BNF 34553012)
- (fr) Ed McBain (auteur) et Simone Hilling (traducteur), Flouze [« Bread »], Paris, Gallimard, coll. « Carré noir no 546 », 1985, 241 p. (ISBN 2-07-043546-6, BNF 34864032)
- (fr) Ed McBain (auteur) et Simone Hilling (traducteur) (trad. de l'anglais), Flouze [« Bread »], Paris, Gallimard, coll. « Série noire no 2497 », 1998, 280 p. (ISBN 2-07-049468-3, BNF 36703586)
  - Traduction révisée et augmentée.
- (fr) Ed McBain (auteur) et Simone Hilling (traducteur) (trad. de l'anglais), Flouze [« Bread »], Dans 87e District, volume 5, Paris, Éditions Omnibus, 2000, 1369 p. (ISBN 2-258-05358-7, BNF 37204205)
  - Ce volume omnibus contient les romans Flouze, Adieu cousine..., N'épousez pas un flic, Ça fait une paye !, Calypso, Un poulet chez les spectres, Coup de chaleur et Nid de poulets.

## Sources
- Jean Tulard, Dictionnaire du roman policier : 1841-2005. Auteurs, personnages, œuvres, thèmes, collections, éditeurs, Paris, Fayard, 2005, 768 p. (ISBN 978-2-915793-51-2, OCLC 62533410), p. 599 (Notice 87e District).